# Kai Kara-France
James Kaiwhare Kara-France (Auckland, Nueva Zelanda, 26 de marzo de 1993) es un artista marcial mixto neozelandés que compite en la división de peso mosca de Ultimate Fighting Championship. Al 5 de diciembre de 2023, ocupa el puesto número #4 en la clasificación de peso mosca de UFC. 

## Primeros años
Es maorí. Comenzó a practicar jiu-jitsu brasileño a la edad de 10 años, pero lo dejó después de dos años. Tras sufrir acoso por su pequeña estatura en el instituto - Escuela Primaria Mount Albert - comenzó a entrenar artes marciales mixtas en su totalidad. Asistió al Instituto de Tecnología Unitec durante un tiempo, pero lo abandonó. Es en parte de ascendencia maorí.

## Carrera de artes marciales mixtas

### Carrera temprana
En noviembre de 2010, comenzó su carrera profesional de MMA en su ciudad natal de Auckland, Nueva Zelanda, con una victoria por TKO en el primer asalto contra Ray Kaitiana.
Kara-France decidió abandonar la universidad tras ver un post en Facebook que promocionaba la beca del gimnasio Tiger Muay Thai. Se presentó al gimnasio y se le concedió la beca después de las pruebas. Se trasladó a la Provincia de Phuket, Tailandia, en 2013, donde entrenó y construyó su historial de artes marciales mixtas luchando por Asia y El Pacífico.

### The Ultimate Fighter
En 2016, compitió en The Ultimate Fighter: Tournament of Champions, la 24ª edición de la serie de telerrealidad producida por la JFC, The Ultimate Fighter. Derrotó a Terrence Mitchell por KO en el primer asalto. Su segundo y último combate en este torneo fue en los cuartos de final, donde perdió por decisión ante Alexandre Pantoja.

### Ultimate Fighting Championship

#### 2018
Kara-France fue firmado por la UFC en julio de 2018 y se esperaba que debutara en la UFC contra Ashkan Mokhtarian el 1 de diciembre de 2018 en UFC Fight Night: dos Santos vs. Tuivasa. Sin embargo, el 21 de noviembre de 2018, Moktarian fue retirado del combate, citando una lesión, y fue sustituido por Elias Garcia. Ganó el combate por decisión unánime. Este combate le valió el premio a la Pelea de la Noche.

#### 2019
Kara-France se enfrentó a Raulian Paiva el 10 de febrero de 2019 en UFC 234. Ganó el combate por decisión dividida.
Kara-France se enfrentó a Mark De La Rosa el 31 de agosto de 2019 en UFC Fight Night: Andrade vs. Zhang. Ganó el combate por decisión unánime.
Fue brevemente vinculado a un combate con Sergio Pettis el 14 de diciembre de 2019 en UFC 245. Sin embargo, a principios de octubre, Pettis reveló que estaba considerando ofertas de otras promociones después de la finalización de su contrato anterior y no tenía actualmente un combate alineado con la promoción. En su lugar se enfrentó a Brandon Moreno. Perdió el combate por decisión unánime.

#### 2020
Kara-France se enfrentó a Tyson Nam el 23 de febrero de 2020 en UFC Fight Night: Felder vs. Hooker. Ganó el combate por decisión unánime.
Se esperaba que se enfrentara a Alex Perez el 16 de mayo de 2020 en UFC on ESPN: Overeem vs. Harris. Sin embargo, el 9 de abril, el presidente de la UFC, Dana White, anunció que este evento se posponía para una fecha futura debido a la pandemia de COVID-19.
Kara-France se enfrentó a Brandon Royval el 27 de septiembre de 2020 en UFC 253. Perdió el combate por sumisión en el segundo asalto. Este combate le valió el premio a la Pelea de la Noche.

#### 2021
Como primer combate de su nuevo contrato de cuatro combates, Kara-France se enfrentó a Rogério Bontorin el 6 de marzo de 2021 en UFC 259. Ganó el combate por KO en el primer asalto. Esta victoria le valió el premio a la Actuación de la Noche.
Kara-France se enfrentó al ex Campeón de Peso Gallo de la UFC Cody Garbrandt, en el debut de Garbrandt en el peso mosca, el 11 de diciembre de 2021 en UFC 269. Ganó el combate por TKO en el primer asalto. Esta victoria le valió el premio a la Actuación de la Noche.

#### 2022
Kara-France se enfrentó a Askar Askarov el 26 de marzo de 2022 en UFC on ESPN: Blaydes vs. Daukaus. Ganó el combate por decisión unánime.
Kara-France se enfrentó a Brandon Moreno el 30 de julio de 2022 por el Campeonato Interino de Peso Mosca de la UFC en UFC 277. Perdió el combate por TKO en el tercer asalto. Este combate le valió el premio a la Pelea de la Noche.

#### 2023
Tenía previsto enfrentar a Alex Perez el 12 de febrero de 2023 en UFC 284. Sin embargo, Kara-France fue retirada de la pelea, citando una lesión en la rodilla.
Kara-France se enfrentó a Amir Albazi el 3 de junio de 2023 en UFC on ESPN 46. Perdió la pelea por una decisión dividida muy controvertida. 19 de los 21 medios de comunicación calificaron la pelea a favor de Kara-France.
Kara-France estaba programado parar enfrentar a Manel Kape el 10 de septiembre de 2023, en UFC 293. Sin embargo, Kara-France se retiró de la pelea a finales de agosto después de sufrir una conmoción cerebral durante el entrenamiento y fue reemplazado por Felipe dos Santos.

#### 2024
Kara-France enfrentó a Steve Erceg el 18 de agosto de 2024, en UFC 305. Ganó la pelea por TKO en el primer asalto. Esta victoria lo hizo merecedor de su tercer premio de Actuación de la Noche.

## Vida personal
Kara-France y su esposa Chardae tienen un hijo, Cobi (nacido en 2021).

## Campeonatos y logros

### Artes marciales mixtas
- Ultimate Fighting Championship
  - Pelea de la Noche (Cuatro veces) vs. Elias Garcia, Brandon Moreno y Brandon Royval[18][33][37][44]
  - Actuación de la Noche (Tres veces) vs. Rogério Bontorin, Cody Garbrandt y Steve Erceg[37][40][52]

## Récord en artes marciales mixtas
| Récord profesional | Récord profesional | Récord profesional |
| 37 peleas          | 25 victorias       | 12 derrotas        |
| ------------------ | ------------------ | ------------------ |
| Nocaut             | 12                 | 3                  |
| Sumisión           | 3                  | 3                  |
| Decisión           | 10                 | 5                  |
| Sin resultado      | 1                  | 1                  |

| Resultado     | Récord    | Oponente             | Método                          | Evento                                      | Fecha                    | Ronda | Tiempo | Localización      | Notas                                                                  |
| ------------- | --------- | -------------------- | ------------------------------- | ------------------------------------------- | ------------------------ | ----- | ------ | ----------------- | ---------------------------------------------------------------------- |
| Derrota       | 25-12 (1) | Alexandre Pantoja    | Sumisión (rear-naked choke)     | UFC 317                                     | 28 de junio de 2025      | 3     | 1:55   | Las Vegas, Nevada | Por el Campeonato de Peso Mosca de UFC                                 |
| Victoria      | 25–11 (1) | Steve Erceg          | TKO (golpes)                    | UFC 305                                     | 17 de agosto de 2024     | 1     | 4:04   | Perth, Australia  | Actuación de la Noche.                                                 |
| Derrota       | 24–11 (1) | Amir Albazi          | Decisión (dividida)             | UFC on ESPN: Kara-France vs. Albazi         | 3 de junio de 2023       | 5     | 5:00   | Las Vegas, Nevada |                                                                        |
| Derrota       | 24–10 (1) | Brandon Moreno       | TKO (patada al cuerpo y golpes) | UFC 277                                     | 30 de julio de 2022      | 3     | 4:34   | Dallas, Texas     | Por el Campeonato Interino de Peso Mosca de la UFC. Pelea de la Noche. |
| Victoria      | 24–9 (1)  | Askar Askarov        | Decisión (unánime)              | UFC on ESPN: Blaydes vs. Daukaus            | 26 de marzo de 2022      | 3     | 5:00   | Columbus, Ohio    |                                                                        |
| Victoria      | 23–9 (1)  | Cody Garbrandt       | TKO (golpes)                    | UFC 269                                     | 11 de diciembre de 2021  | 1     | 3:21   | Las Vegas, Nevada | Actuación de la Noche.                                                 |
| Victoria      | 22–9 (1)  | Rogério Bontorin     | KO (golpes)                     | UFC 259                                     | 6 de marzo de 2021       | 1     | 4:55   | Las Vegas, Nevada | Actuación de la Noche.                                                 |
| Derrota       | 21–9 (1)  | Brandon Royval       | Sumisión (guillotine choke)     | UFC 253                                     | 27 de septiembre de 2020 | 2     | 0:48   | Abu Dhabi         | Pelea de la Noche.                                                     |
| Victoria      | 21–8 (1)  | Tyson Nam            | Decisión (unánime)              | UFC Fight Night: Felder vs. Hooker          | 23 de febrero de 2020    | 3     | 5:00   | Auckland          |                                                                        |
| Derrota       | 20–8 (1)  | Brandon Moreno       | Decisión (unánime)              | UFC 245                                     | 14 de diciembre de 2019  | 3     | 5:00   | Las Vegas, Nevada |                                                                        |
| Victoria      | 20–7 (1)  | Mark De La Rosa      | Decisión (unánime)              | UFC Fight Night: Andrade vs. Zhang          | 31 de agosto de 2019     | 3     | 5:00   | Shenzhen          |                                                                        |
| Victoria      | 19–7 (1)  | Raulian Paiva        | Decisión (dividida)             | UFC 234                                     | 10 de febrero de 2019    | 3     | 5:00   | Melbourne         |                                                                        |
| Victoria      | 18–7 (1)  | Elias Garcia         | Decisión (unánime)              | UFC Fight Night: dos Santos vs. Tuivasa     | 2 de diciembre de 2018   | 3     | 5:00   | Adelaida          | Regreso a peso mosca. Pelea de la Noche.                               |
| Victoria      | 17–7 (1)  | Xiaoyu Shi           | Sumisión (rear-naked choke)     | Glory of Heroes: New Zealand vs. China      | 4 de marzo de 2018       | 1     | N/A    | Auckland          |                                                                        |
| Victoria      | 16–7 (1)  | Huoyixibai Chuhayifu | Decisión (unánime)              | W.A.R.S. 14                                 | 11 de noviembre de 2017  | 3     | 5:00   | Zhengzhou         |                                                                        |
| Victoria      | 15–7 (1)  | Qileng Aori          | Decisión (unánime)              | W.A.R.S. 14                                 | 20 de mayo de 2017       | 3     | 5:00   | Zhengzhou         | Combate de peso acordado (129 libras).                                 |
| Victoria      | 14–7 (1)  | Ze Wu                | TKO                             | W.A.R.S. 13                                 | 22 de abril de 2017      | 1     | 2:01   | Zhengzhou         |                                                                        |
| Victoria      | 13–7 (1)  | Rodolfo Marques      | KO (puñetazo)                   | Hex Fight Series 8                          | 31 de marzo de 2017      | 3     | 2:59   | Melbourne         | Regreso a peso gallo.                                                  |
| Derrota       | 12–7 (1)  | Tatsumitsu Wada      | Decisión (unánime)              | Rizin World Grand Prix 2016: 2nd Round      | 29 de diciembre de 2016  | 3     | 5:00   | Saitama           |                                                                        |
| Victoria      | 12–6 (1)  | Crisanto Pitpitunge  | TKO (golpes)                    | Pacific Xtreme Combat 52                    | 18 de marzo de 2016      | 3     | 0:00   | Mangilao          |                                                                        |
| Victoria      | 11–6 (1)  | Josh Duenas          | TKO (golpes)                    | Pacific Xtreme Combat 50                    | 4 de diciembre de 2015   | 1     | 0:22   | Mangilao          |                                                                        |
| Victoria      | 10–6 (1)  | Shantaram Maharaj    | TKO (golpes)                    | Bragging Rights 7                           | 27 de septiembre de 2015 | 1     | 1:33   | Perth             | Ganó el Campeonato de Peso Mosca de KOZ.                               |
| Victoria      | 9–6 (1)   | Dindo Camansa        | TKO (golpes)                    | Malaysian Invasion: Mixed Martial A'rr      | 1 de junio de 2015       | 1     | 0:12   | Mar de Andamán    | Debut en peso mosca.                                                   |
| Victoria      | 8–6 (1)   | Ik Hwan Jang         | TKO (golpes)                    | PRO Fighting 10                             | 9 de mayo de 2015        | 1     | 0:08   | Taipéi            |                                                                        |
| Derrota       | 7–6 (1)   | Jumayi Ayideng       | Decisión (unánime)              | Kunlun Fight 18                             | 18 de enero de 2015      | 3     | 5:00   | Nankín            |                                                                        |
| Derrota       | 7–5 (1)   | Mark Striegl         | Sumisión (rear-naked choke)     | Malaysian Invasion 2: Grand Finals          | 25 de octubre de 2014    | 1     | 2:10   | Kuala Lumpur      |                                                                        |
| Derrota       | 7–4 (1)   | Gustavo Falciroli    | Sumisión (Brabo choke)          | AFC 9                                       | 17 de mayo de 2014       | 1     | 4:55   | Melbourne         | Por el Campeonato de Peso Gallo de AFC.                                |
| Victoria      | 7–3 (1)   | Tieyin Wu            | Decisión (unánime)              | Kunlun Fight 1                              | 25 de enero de 2014      | 3     | 5:00   | Pattaya           |                                                                        |
| Sin resultado | 6–3 (1)   | Gustavo Falciroli    | Sin resultado                   | AFC 7                                       | 14 de diciembre de 2013  | 2     | 3:20   | Melbourne         |                                                                        |
| Victoria      | 6–3       | Tieyin Wu            | Sumisión (guillotine choke)     | Bandung Fighting Club                       | 23 de octubre de 2013    | 1     | 1:54   | Manila            |                                                                        |
| Victoria      | 5–3       | Yudi Cahyadi         | Decisión (unánime)              | Bandung Fighting Club                       | 29 de septiembre de 2013 | 3     | 5:00   | Bandung           |                                                                        |
| Victoria      | 4–3       | Ho-Joon Kim          | KO (patada a la cabeza)         | PRO Fighting 8                              | 4 de agosto de 2013      | 1     | N/A    | Taipéi            |                                                                        |
| Derrota       | 3–3       | Danaa Batgerel       | Decisión (unánime)              | Legend Fighting Championship 11             | 27 de abril de 2013      | 1     | 2:47   | Kuala Lumpur      |                                                                        |
| Victoria      | 3–2       | Caleb Lally          | Decisión (unánime)              | Rage in the Cage: MMA Fighting Championship | 13 de octubre de 2012    | 3     | 5:00   | Tauranga          |                                                                        |
| Victoria      | 2–2       | Sam Chan             | Sumisión (guillotine choke)     | Legend Fighting Championship 10             | 24 de agosto de 2012     | 1     | 3:21   | Hong Kong         |                                                                        |
| Derrota       | 1–2       | Agustín Delarmino    | KO (golpes)                     | Legend Fighting Championship 8              | 30 de marzo de 2012      | 3     | 0:29   | Hong Kong         |                                                                        |
| Derrota       | 1–1       | Chad George          | KO (puñetazo)                   | The Cage 2: USA vs. New Zealand             | 2 de diciembre de 2011   | 1     | 2:04   | Whakatane         |                                                                        |
| Victoria      | 1–0       | Ray Kaitiana         | TKO (golpes)                    | Supremacy Cage Fighting 7                   | 27 de noviembre de 2010  | 1     | N/A    | Auckland          | Debut en peso gallo.                                                   |